# Buben

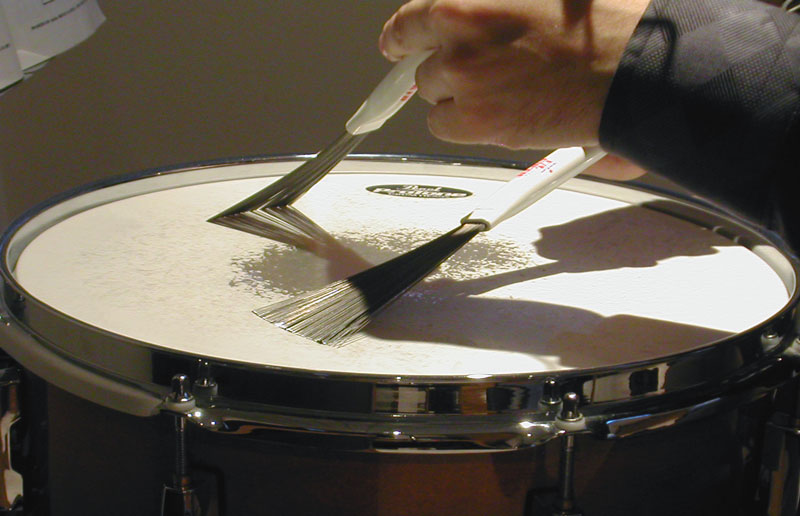
Vířivý buben

Buben je hudební nástroj patřící do skupiny bicích nástrojů (perkusí).  Technicky je to membranofon. Skládá se nejméně z jedné blány či kůže natažené na rezonátoru. Většina bicích nástrojů, které nemají membránu, patří do skupiny idiofonů.

## Historie
Buben je jeden z nejstarších hudebních nástrojů. Bubny jsou a i v minulosti byly vyráběny z materiálů podléhajících zkáze. První dochované zmínky o bubnech a hraní na ně byly zaznamenány okolo roku 3000 př. n. l. na mezopotámském vyobrazení. Dále byla nalezena socha z období roku 2000 př. n. l. v Babylónu. Mimo vlastní tvorbu hudby byly bubny a další bicí nástroje používané i při náboženských rituálech nebo komunikaci. V armádě sloužili vojenští bubeníci (ve staré češtině označovaní jako tamboři), kteří vířivým bubnem určovali rytmus pochodu jednotek.

## Vznik zvuku
Nástroj se rozezvučí pomocí úderů ruky, paliček či jiných nástrojů do membrány.

## Druhy bubnů
Vířivý buben slang. virbl, vojenský buben, velký buben, slang. dupák, malý buben, tympány, darbuka, tabla, šamanský buben, djembe.